# エピフォン

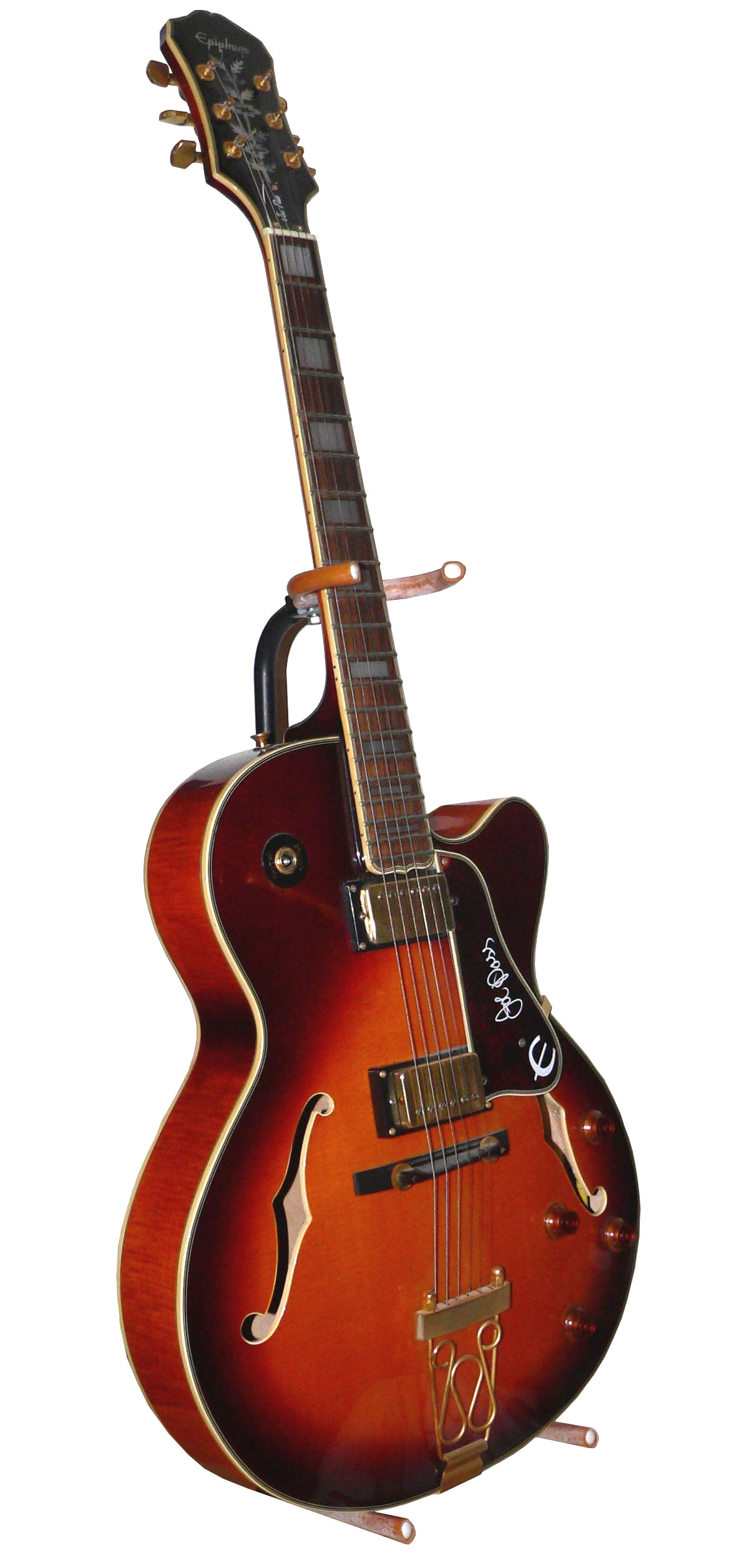
エピフォンのギター

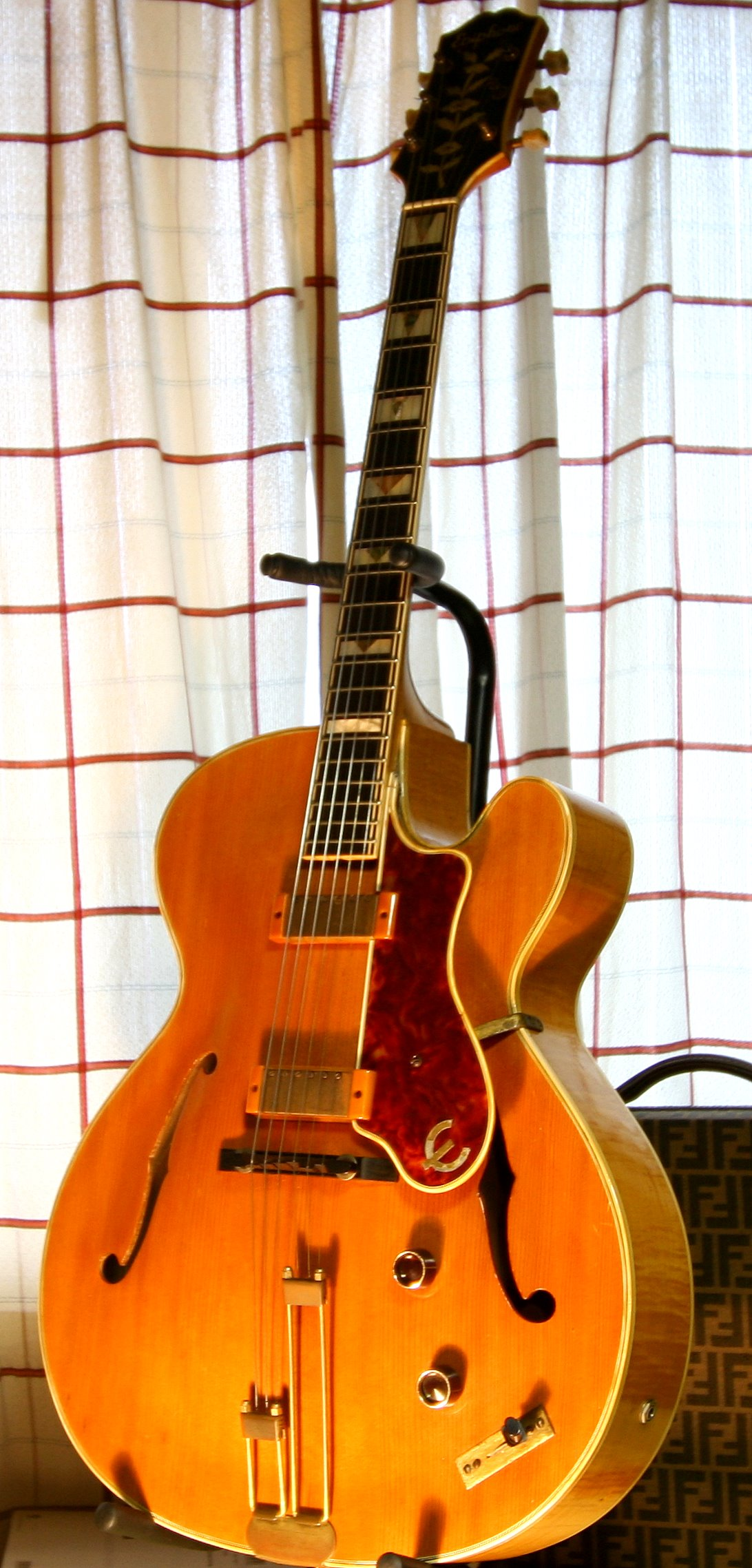
ニューヨークエピフォン時代のエレクトリックギター

エピフォン（英語：Epiphone）は、ギブソン社傘下のギターブランドである。
電気ギターにおけるトーンコントロールの初採用、初のダブルネック弦楽器やトラスロッド、トーン・エクスプレッサー（ワウペダル）、電子チューナー、ボリューム・ペダルなど多くの革新的な機能や機器を開発した。1941年にはレス・ポールがエピフォンの工場でソリッドギターの試作品の開発を開始。彼が製作したソリッドギターとして有名な「ログ」は、彼がエピフォンギターのパーツを多用し完成させた物である。
1957年、ギブソン社に買収された。

## 概要
現在はギブソン社のギターやベースギターの廉価版（ただしヘッド部分の形状が異なる。後述の代理店契約が終了するまで販売されていた日本向けのElitistと、LQシリーズはギブソン版と同じヘッド形状であった）を主に製造販売している。また買収以前から続くエピフォン独自のモデルもある。同社のブランドは以下の通り。
Epiphone
現在のレギュラー製品は主に韓国や中国、インドネシアで生産されている。それ以前は日本、さらにその前にはアメリカで生産されていた。
Epiphone Elitist
日本製のモデル。以前はEpiphone Eliteのブランドであった。日本で生産された限定販売の「Japan Limited Line（LQ）」シリーズが存在した。これは塗装がポリウレタンではなくラッカーであった。
後述のように長い間エピフォンの製造はOEMであったが、ギブソン社は中国の青島に自社工場を設立し、エピフォンブランド製品の一部の自社製造も開始した。ヘッドやピックガードにEpiphoneの頭文字を表す“E”の文字が付けられており、ヘッドはプリント、ピックガードはインレイ（古い時代に多い）または立体エンブレム（近年に多い）仕様となっている。ロゴの書体は現在では親会社のギブソン社に似たものとなっているが、以前のロゴもカジノなど一部機種で存在する。

## 歴史

### 前史
トルコのイズミル出身のギリシャ人、アナスタシオス・スタトポウロがニューヨークに工房を開いたのが始まり。当初はバイオリンやリュートを製作していたが、20世紀初頭からマンドリンの製作を開始し、アナスタシオスは時期を同じくして息子であるエパミノンダスを事業に参加させる。その後、ジャズの流行に伴ってバンジョー製作が盛んになると、自らもミュージシャンであったエパミノンダスはその知識を生かし、テナーバンジョー等の製作を開始、成功を収めた。バンジョーの設計に関する米国特許も取得した。

### エピフォン誕生
1928年、社名が「エピフォン」となる。これはエパミノンダスの愛称である「エピ」とギリシャ語で「音」の意味の語「フォン」を組み合わせたもの。この頃からギター製作を開始。「レコーディング・シリーズ」、「マスタービルド・シリーズ」等を発表した。
1945年、エパミノンダスは病に倒れ、同年の6月6日に死去。その後、エピフォンは労働争議や他社による買収、工場の移転などを経て、レス・ポールの進言により1957年にギブソン社に買収される。買収後、エピフォンのギターはギブソン社のカラマズー工場で生産された。

### 生産拠点のアジア移転
1970年代、エピフォンの生産拠点は日本に移される。1982年頃アジア諸国での生産も開始。1986年にヘンリー・ジャスコヴィッツ、デイヴ・ベリーマンによりギブソン社が買収され、エピフォンはオリジナル製品だけでなく、ギブソン製品の廉価版の販売ブランドとしての役割をも担うこととなる。
2006年12月末日、日本国内の輸入総代理店であった山野楽器と米国ギブソン社との輸入代理店契約が終了。現在は米ギブソン社直属の日本法人、ギブソン・ギター・コーポレーション・ジャパンが日本向けにモデルを供給している。

## 代表機種と使用ミュージシャン
ギブソン・ES-330のブランド違いのギブソン工場制作機種であり、ビートルズのジョン・レノン、ジョージ・ハリスン、ポール・マッカートニーが使用したフルアコースティック・ギターの「カジノ」が有名。デビュー当時のキース・リチャーズ（ローリング・ストーンズ）やポール・ウェラー、またB.B.キングやオーティス・ラッシュといったブルースマンも使用している。他にもルー・リードはヴェルヴェット・アンダーグラウンド時代から長らくセミアコースティック・ギターの「リヴィエラ」を愛用した。
ポール・マッカートニーはアコースティックギター「テキサン」を「イエスタデイ」の作曲・録音やステージなどで使用している。
日本では片平里菜もテキサンその他を使用しており、エピフォン公認アーティストにもなっている。ゆずの北川悠仁、ANZEN漫才のみやぞんなども使用している。